# Алтинкан
Алтинкан (узб. Oltinkon / Олтінкон) — селище міського типу в Папському районі Наманганської області, Узбекистану. Селище розташоване за 50 км від залізничної станції Пап (на лінії Коканд— Наманган).
Статус селища міського типу із 15 грудня 1966 року.
На околицях ведеться видобуток золота.

## Населення
| 1970 | 1979 | 1989 |
| ---- | ---- | ---- |
| 1330 | 2046 | 2006 |